# Château d'Arnouville (Gommerville)
Pour les articles homonymes, voir Château d'Arnouville.
Le château d'Arnouville est situé sur la commune de Gommerville, dans le département d'Eure-et-Loir.

## Historique
Le château est reconstruit au début du XVIIIe siècle par René II Choppin, lieutenant criminel au Châtelet de Paris.
Il fut détruit par l'aviation allemande lors de la Seconde Guerre mondiale[réf. nécessaire], car il était le point de départ de souterrains reliant toutes les églises, et la commanderie templière de Barmainville.[réf. nécessaire]
Pendant la Seconde Guerre mondiale le château d'Arnouville, alors centre de jeunesse, fut dirigé par Henri Duvillard, futur député du Loiret et ministre des Anciens Combattants. Celui-ci, dès 1941, en même temps qu'il s'opposait aux directives de sa hiérarchie interdisant l'endroit aux jeunes juifs, y développa un important réseau de résistance rattaché à Turma-Vengeance, qui couvrait le sud de l'Eure-et-Loir et le nord du Loiret,.
Le monument fait l’objet d’une inscription au titre des monuments historiques depuis le 22 juillet 2009.

Arnouville
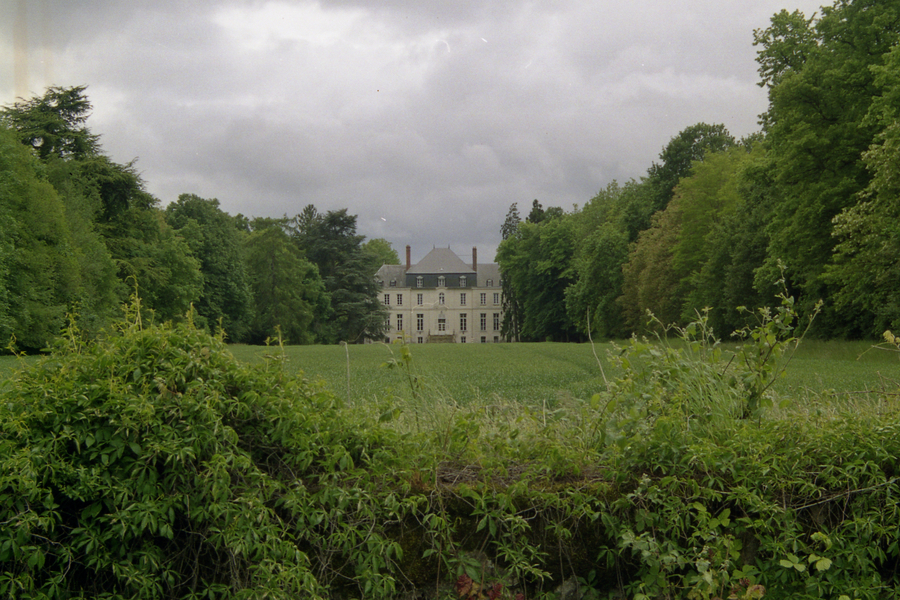
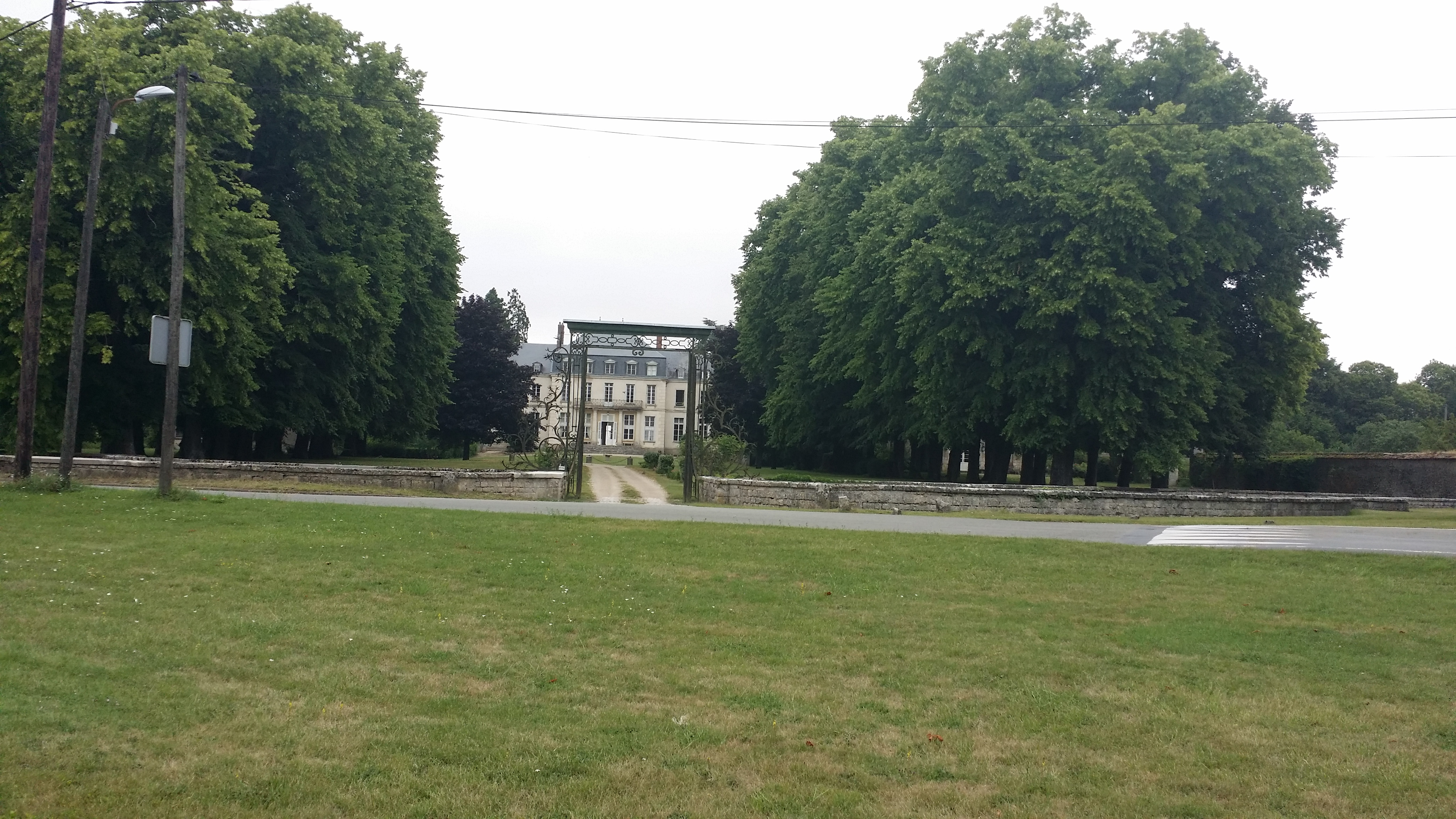